# Barbarea rupicola
Barbarea rupicola är en korsblommig växtart som beskrevs av Giuseppe Giacinto Moris. Barbarea rupicola ingår i släktet gyllnar, och familjen korsblommiga växter. IUCN kategoriserar arten globalt som livskraftig. Inga underarter finns listade i Catalogue of Life.

## Bildgalleri

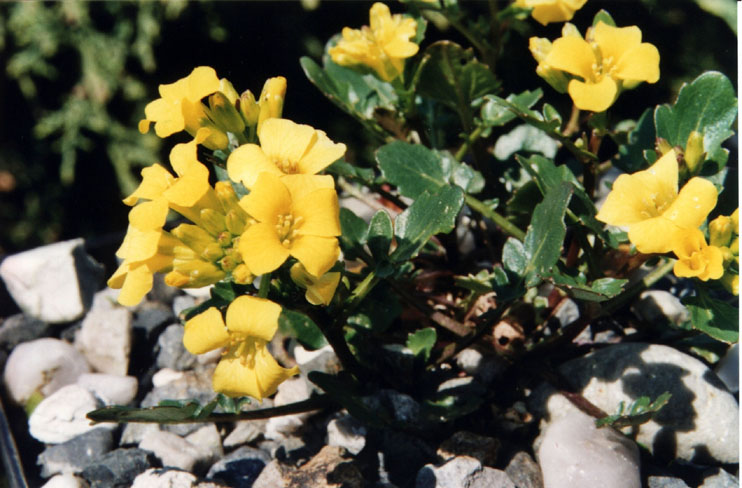